# Церезин
Церезин, або кристалічний віск — суміш твердих високомолекулярних насичених вуглеводнів, з числом атомів вуглецю в молекулі від 36 до 55, переважно ізобудови.
Церезин одержують з нафтової сировини, а також синтезують.

## Загальний опис
Має молекулярну масу близько 700. Складається в основному зі слабкорозгалужених ізоалканів, невеликої кількості алканів нормальної будови, нафтенів з довгим бічним ланцюгом.
Воскоподібна речовина від білого до коричневого кольору, у воді та етанолі не розчинюється, розчинюється в бензолі. Температура плавлення: 65–88 °C.
Церезин застосовується як компонент пластичних мастил, термостата автомобіля, ізоляційний матеріал у радіо- та електротехніці тощо. Спеціально очищені сорти застосовують у косметичній та харчовій промисловості.
Церезин — очищений озокерит; схожий на віск, розтоплюється в інтервалі температур 68-72 °C, використовується як електроізоляційний матеріал, для захисту апаратури від корозії, для просочування паперу й тканин, у медицині й т.ін.

## В художній літературі
Франко І.: Борислав сміється.